# 山西省革命委员会
山西省革命委员会，是文化大革命期间中华人民共和国山西省的地方国家政权机关。于1967年3月成立，前身是山西省人民委员会。随着文化大革命的结束，1979年12月25日，山西省第五届人民代表大会第二次会议宣布成立山西省人民政府，撤销山西省革命委员会。

## 背景
1966年文化大革命爆发后，中央文革小组为了打倒刘少奇，同年10月，授意南开大学学生来太原找到刘格平了解薄一波等“六十一人叛徒集团案”的情况。刘格平谈了北平军人反省分院的情况和他本人坚持斗争，而薄一波、安子文等人发表声明叛党出狱的问题。11月23日，刘格平向中央文革小组顾问康生写信，表示“他们是领导者集体变节行为。”12月初，康生电请刘格平到北京陈述详情。根据刘格平等人的证词，“六十一人叛徒集团案”专案组起草了《关于薄一波、刘澜涛、安子文、杨献珍等人自首叛变问题的初步调查》的报告。此案沉重打击了刘少奇等人，刘格平却因此受到中央文革小组的重视。
1966年12月下旬，江青公开称中共山西省委与“彭真、薄一波黑线”关系密切，并将矛头直指山西省各级党政机关。1966年12月下旬，江青授意王力、关锋把刘格平请到北京面谈，授权其联合文革团体、领导山西的文化大革命运动。1967年1月6日，刘格平返回山西后，召集张日清、袁振、刘贯一、陈守忠，组建了以刘格平为组长的“中共山西省核心小组”，开始策划夺山西省的党政领导权。

## 沿革

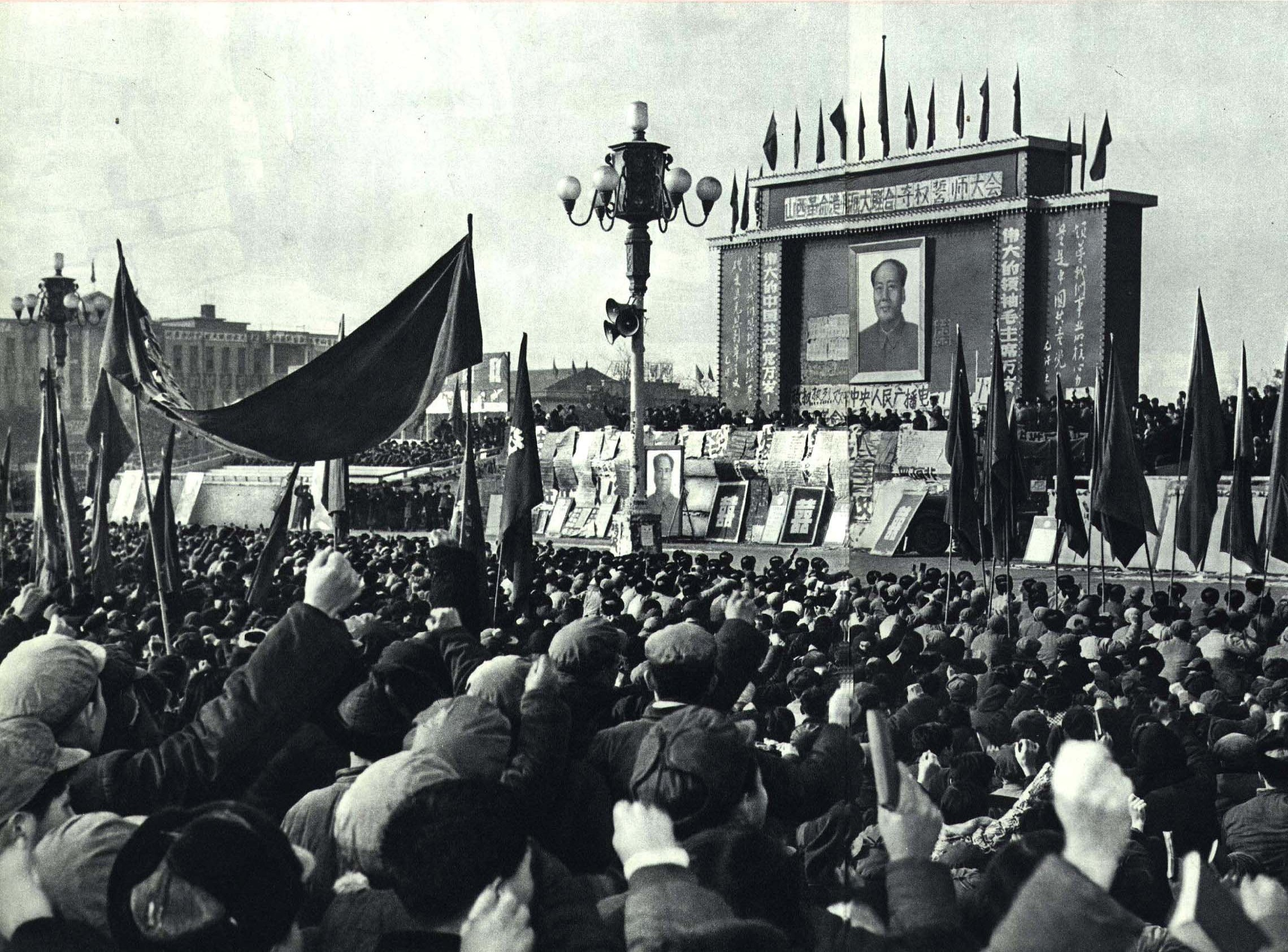
1967年1月25日，山西省革命造反派大联合、大夺权誓师大会

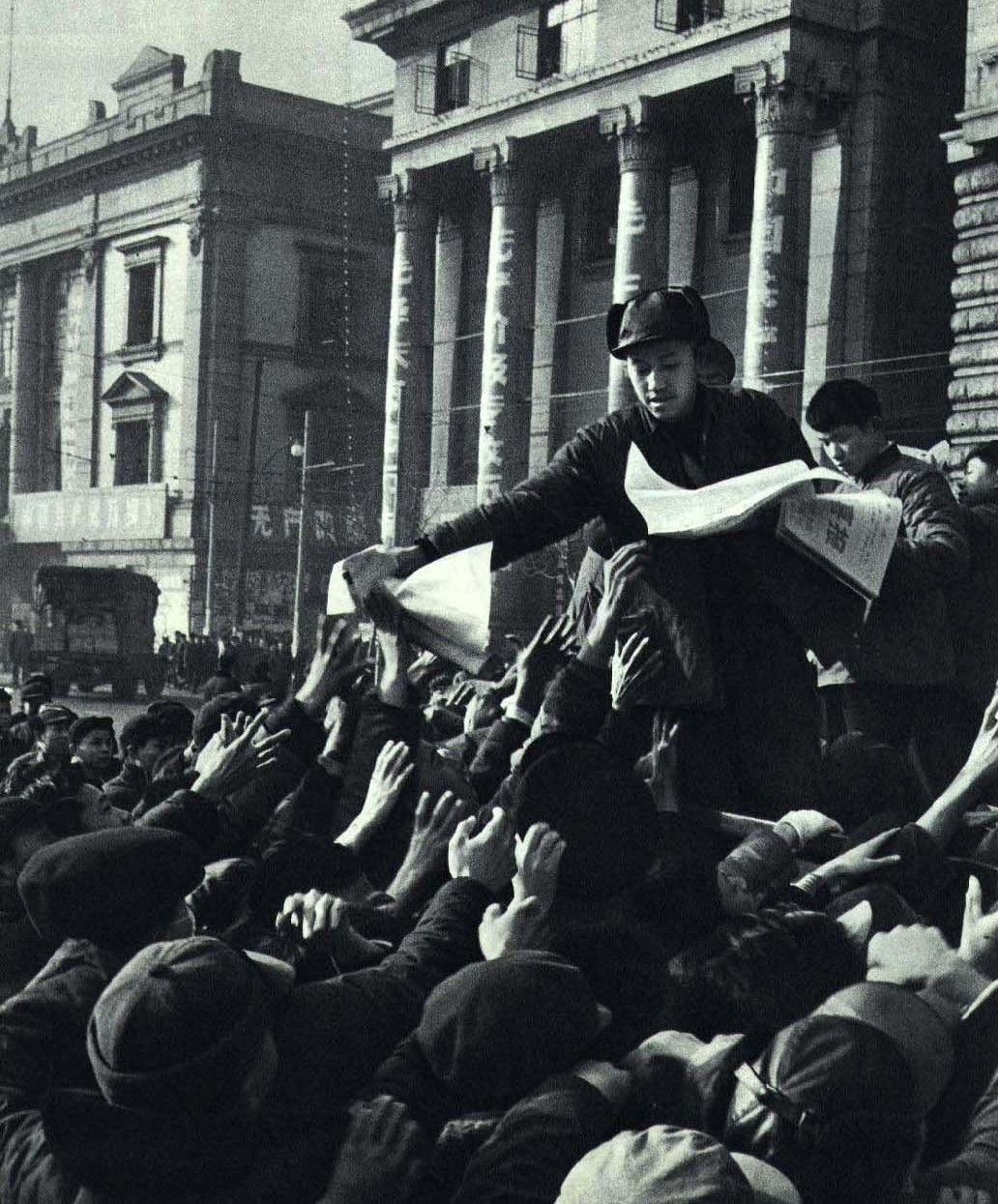
1967年1月25日，山西省革命造反派大联合、大夺权誓师大会

1967年1月12日晚上，刘格平召集核心小组成员（刘格平、张日清、袁振、刘贯一、陈守忠）和“造反派”头头开会，成立“山西革命造反总指挥部”，会后数百人冲进省委、省人委、中共太原市委、太原市人大常委会的办公大楼，抓人抄家、抢夺印章、查封办公室。随即发出《山西省革命造反总指挥部第一号通告》，宣布“夺了省委、省人委、市委、市人委等党政机关的权”，山西省省长卫恒被单独关押并在狱中自杀身亡。1月25日，“山西革命造反总指挥部”在太原五一广场召开了10万人参加的“山西省革命造反派大联合、大夺权誓师大会”。同年2月10日，中共山西省核心小组发出通知，宣布“成立中共山西省核心小组，由9人组成（刘格平、张日清、刘贯一、袁振、陈守忠、徐志远、陈永贵、刘志兰、胡炜）”，“在过渡时期作为全省工作的党的领导核心”。同时决定，健全“山西革命造反总指挥部”，“在过渡时期行使原省人委的职权”。2月25日，中共中央正式批准了中共山西省核心小组名单和分工，但名单中没有出现21军军长胡炜。3月6日，部队换防，21军调离山西，69军进驻，增补69军政委曹中南为小组成员。

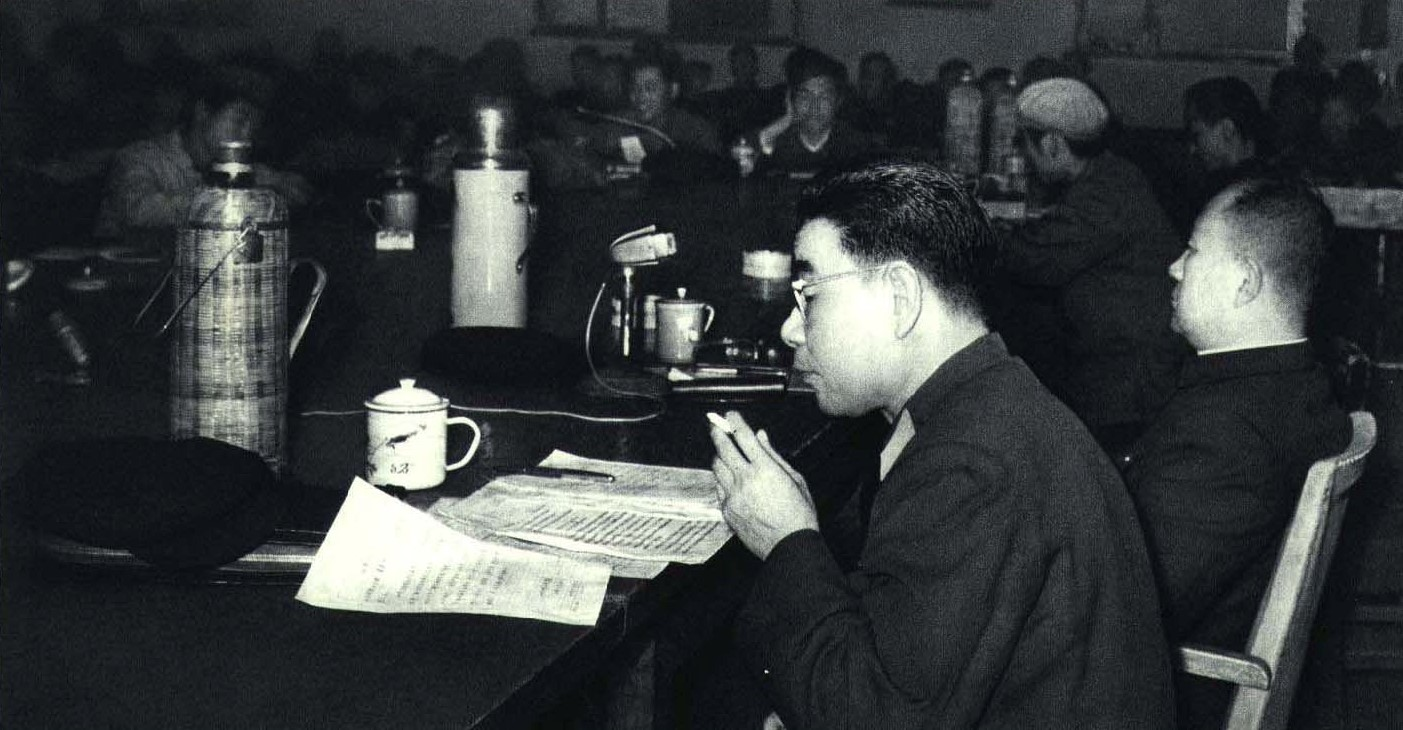
1967年山西省革委会会议上的张日清与刘格平

1967年3月12日至18日，中共山西省核心小组和“山西革命造反总指挥部”在太原联合筹备召开了“山西革命组织代表会议”。会议指出“对专、市、县权力仍被党内一小撮走资本主义道路当权派窃取的，力争在3月底以前夺回来”，并于3月18日通过《关于山西省革命委员会暂行组织条例草案的报告》，成立山西省革命委员会，撤销山西省人民委员会。同年2月至4月，经中共山西省核心小组批准，各地、县相继建立了取代各级党委的中共核心小组，当时昔阳县大寨公社的陈永贵，也夺了中共昔阳县委和县人民政府的权，成为当时中国第一位扛旗造反的劳动模范。陈永贵很快进入的山西省核心领导小组，不久成为山西省革命委员会副主任。但刚成立的山西省革命委员会内部，就何人主持筹备各级革命委员会的问题上，发生分裂并形成刘格平、张日清两派。刘主张由受原山西省委、地委“迫害”的地方干部筹办并出任革委主任；张则主张由各地、县军分区、人武部干部承担。“总站派”一派支持刘格平、陈永贵，而以山西省军区为主的“兵团派”则支持张日清。派性斗争在山西全境不断升级为武斗，社会秩序极为混乱。
1967年4月至1969年7月，中共中央在北京连续五次召开会议解决山西问题，斗争两派双方签署了《太原地区大联合的协议》。1967年7月会议后，省核心小组三名成员刘格平、张日清、袁振被中央点名批判，并被批斗关押，之后对省核心小组成员顺序重新进行排列。1967年8月4日，晋中地区两大派在平遥开会，并最终升级为武斗。8月6日，山西省革委会副主任陈永贵抵达平遥，遭到反对者围攻。周恩来得知消息后，电令山西支左领导小组组长谢振华率领中国人民解放军陆军第六十九军进驻平遥，并成功解救出陈永贵。1969年7月，中共中央召开解决山西问题会议，于7月23日发布了关于制止武斗的《七·二三布告》：在组织上调整、增补省核心小组成员，由省核心小组第一副组长谢振华主持工作（1971年4月出任山西省革委会主任）。其他省核心小组成员刘格平、张日清、袁振等人留在北京，参加毛泽东思想学习班（后移至石家庄）、检讨错误；又增补省核心小组成员韩英、王体、李顺达、肖选进、徐守恒、汪治平、罗国斌。1970年3月，又增补3名成员，并相继进入省革委会，以平息之前的派系斗争。
1974年，山西地方戏《三上桃峰》被选调北京汇演，在江青的授意下，山西的两派造反派开始攻击谢振华，认为《三上桃峰》是为刘少奇、王光美翻案。因此谢振华被捕入狱、被免职务；之后由王謙兼任山西省革委会主任。恰逢当时周恩来病重、邓小平主持中共中央与国务院日常工作，并在1975年5月，由铁道部长万里、省委第一书记兼革委会主任王谦、太原市委书记黄志刚主持解决太原铁路局问题，进而舒缓当时全国能源紧张的局面。然而好景不长，同年11月，中共中央发动“批邓、反击右倾翻案风”运动，邓小平下台，江青同时授意张铁生抵达山西执行文革政策、煽动造反派，使山西政局受到冲击。1976年“八·二三打砸抢事件”爆发，王谦遭到拘禁，山西政局再次陷入混乱。
1976年10月怀仁堂事变后的一段时间内，山西省革命委员会仍作为山西省省级政权机关。在文化大革命后期，中共中央对山西省革委会的领导班子作出调整，调回部分在山西省革委会担任领导工作的军队干部，任命一批恢复工作的老干部接替其职务。1979年12月25日，山西省第五届人民代表大会第二次会议宣布成立山西省人民政府，撤销山西省革命委员会。然而，山西派系问题一直持续到1980年，在邓小平亲自斡旋下，中共中央调霍士廉入主山西，以落实农业生产责任制，并解决山西极左的思潮与派系干扰。1980年10月至1983年3月，霍士廉出任中共山西省委第一书记，任内在政治上平反了谢振华冤案、解放基层干部；在经济上推广了家庭联产承包责任制，使山西彻底抛弃了此前的学大寨思路，平息了十余年的派系斗争。

## 机构设置
山西省革命委员会初设内部机构：办公厅、政治部、抓革命促生产指挥部、人民武装动员部、民政办公室、外事办公室、人事管理办公室、文教委员会、工业交通委员会、农林水利委员会、科学技术委员会、财政贸易委员会、计划委员会、基本建设委员会、无产阶级专政委员会。
1969年7月，改设党政合一的4大组：
- 办事组（内设秘书、政工、行政、民政、外事办公室）
- 政工组（内设办公室，以及宣传、组织、干部、文教卫生、直政、工青妇办公室）
- 生产组（内设财贸、交通、基建、煤电化、农林水、工业、计划、综合、粮食办公室）
- 保卫组（内设政工、政保、治保、审判、劳改、清档、行政、一打三反办公室）。

1971年5月，生产组改为业务组。1972年8月，政工组改为政治部，保卫组改为保卫部；与此同时，成立文教部，各组下设的办公室陆续相继恢复了文化大革命之前的机构设置。

## 领导
文化大革命时期（1967年3月-1976年10月）：
| 主任 - 刘格平（1967年3月-1971年4月） - 谢振华（1971年4月-1975年5月） - 王谦（1975年5月-1976年10月） 秘书长 - 李玉如（1967年3月-1976年10月） | 副主任 - 张日清（1967年3月-1971年10月） - 刘贯一（1967年3月-1971年4月） - 袁振（1967年3月-1971年4月） - 郭永彪（1967年3月-1971年4月） - 谢振华（1967年3月-1971年4月） - 陈永贵（1967年3月-1976年10月） - 焦国鼐（1967年3月-1971年4月） - 曹中南（1970年4月-1976年10月） - 王庭栋（1970年4月-1976年10月） - 李顺达（1970年4月-1976年10月） - 王体（1970年4月-1976年10月） - 韩英（1970年4月-1976年10月） - 张平化（1971年5月-1975年5月） - 王谦（1973年5月-1975年5月） |

文化大革命结束后（1976年10月-1979年12月）
| 主任 - 王谦（1976年10月-1979年12月） 秘书长 - 李玉如（1976年10月-1976年11月） - 张福元（1976年11月-1978年3月） - 卜虹云（1978年4月-1979年11月） | 副主任 - 陈永贵（1976年10月-1979年1月） - 曹中南（1976年10月-1977年3月） - 韩英（1976年10月-1977年12月） - 王庭栋（1976年10月-1979年12月） - 李顺达（1976年10月-1977年12月） - 王体（1976年10月-1977年11月） - 王大任（1977年3月-1977年11月） - 王金籽（1977年3月-1978年1月） - 郭凤莲（1977年3月-1978年1月） - 史怀璧（1977年3月-1979年12月） - 赵雨亭（1977年3月-1979年12月） - 贾俊（1977年3月-1979年12月） - 赵力之（1977年12月-1979年12月） - 贾云标（1977年12月-1979年12月） - 王茂林（1977年12月-1979年12月） - 张健民（1978年6月-1979年12月） - 罗贵波（1978年12月-1979年12月） - 王克文（1979年1月-1979年12月） - 武光汤（1979年1月-1979年12月） - 郭钦安（1979年1月-1979年12月） - 焦国鼐（1979年3月-1979年12月） - 贾冲之（1979年3月-1979年12月） - 王中青（1979年3月-1979年12月） - 麻贵书（1979年3月-1979年12月） - 史纪言（1979年3月-1979年12月） - 任映仑（1979年3月-1979年12月） - 岳维藩（1979年8月-1979年12月） - 张天乙（1979年8月-1979年12月） - 赵军（1979年10月-1979年12月） - 阮泊生（1979年4月-1979年12月） 副秘书长 - 史怀璧（1976年10月-1977年8月） - 朱卫华（1976年10月-1979年8月） - 吴象（1976年10月-1977年12月） - 李志敏（1976年10月-1979年8月） - 任映仑（1977年10月-1979年8月） - 严平（1978年4月-1979年12月） - 苏彭（1976年4月-1979年12月） - 李慰（1979年8月-1979年10月） - 栗春友（1979年11月-1979年12月） - 段庆旭（1979年11月-1979年12月） |